# Escudo de San Jaime Frontañán
El escudo de armas de San Jaime Frontañán es un símbolo del municipio español de San Jaime Frontañán, oficialmente Sant Jaume de Frontanyà, y se describe, según la terminología precisa de la heráldica, por el siguiente blasón:

«Escudo embaldosado: de sinople, un caballo de plata. Al timbre, una corona mural de pueblo.»

## Diseño
La composición del escudo está formada sobre un fondo en forma de cuadrado apoyado sobre una de sus aristas, llamado escudo de ciudad o escudo embaldosado, según la configuración difundida en Cataluña al haber sido adoptada por la administración en sus especificaciones para el diseño oficial de los municipios de las entidades locales de color verde (sinople). Como única carga, aparece un caballo, en su posición natural para ser representado, la de caballo pasante, con todas las patas en el suelo y la delantera derecha alzada, de color blanco o gris (plata, también llamado argén) centrado en el escudo.
El escudo está acompañado en la parte superior de un timbre en forma de corona mural, que es la adoptada por la Generalidad de Cataluña para timbrar genéricamente a los escudos de los municipios. En este caso, se trata de una corona mural de pueblo, que básicamente es un lienzo de muralla amarillo (oro) con puertas y ventanas en negro (cerrado de sable), con cuatro torres almenadas, tres de ellas vistas.

## Historia
El ayuntamiento acordó solicitar el estudio heráldico para la adopción del escudo el 28 de enero de 2004. Después de un estudio, se planteó utilizar un escudo con un caballo, una espada y una pechina, que fue rechazado por el ayuntamiento, provocando una nueva descripción que si fue aceptada. El escudo fue finalmente aprobado el 7 de abril de 2005 y publicado en el DOGC número 4.368 de 21 de abril del mismo año.
El caballo hace referencia a la intensa actividad viajera del apóstol san Jaime, patrón del pueblo, que tradicionalmente era representado también en sellos, al menos desde 1868, y escudos municipales encima del caballo, llevando una bandera y una espada.